# Bathyphantes mainlingensis
Bathyphantes mainlingensis är en spindelart som beskrevs av Hu 200. Bathyphantes mainlingensis ingår i släktet Bathyphantes och familjen täckvävarspindlar. Inga underarter finns listade.